# ITV Granada
ITV Granada (anteriormente Granada Television) es una productora y franquicia de televisión británica que forma parte del canal ITV. Está controlado por la compañía ITV plc y su área de transmisión cubre el noroeste de Inglaterra y la Isla de Man. Desde que se le otorgó la concesión en 1954 ha sido la única de las cuatro franquicias originales de ITV (las otras eran Rediffusion, ATV y ABC) que la ha mantenido.
Las emisiones comenzaron el 3 de mayo de 1956 desde Mánchester para todo el norte de Inglaterra, aunque la creación de Yorkshire Television en 1968 redujo su área de influencia al noroeste. Desde entonces ha producido series y concursos de éxito para ITV como la telenovela Coronation Street (en emisión desde 1960), la serie Retorno a Brideshead y el informativo World In Action. Es también el primer canal del Reino Unido que ha cubierto unas elecciones por televisión, en concreto la elección parcial de Rochdale en 1958.
En 2004, Granada se fusionó con Carlton Communications para crear la compañía ITV plc, propietaria de 12 de las 15 franquicias que forman parte de ITV.

## Historia

### Creación de Granada Television

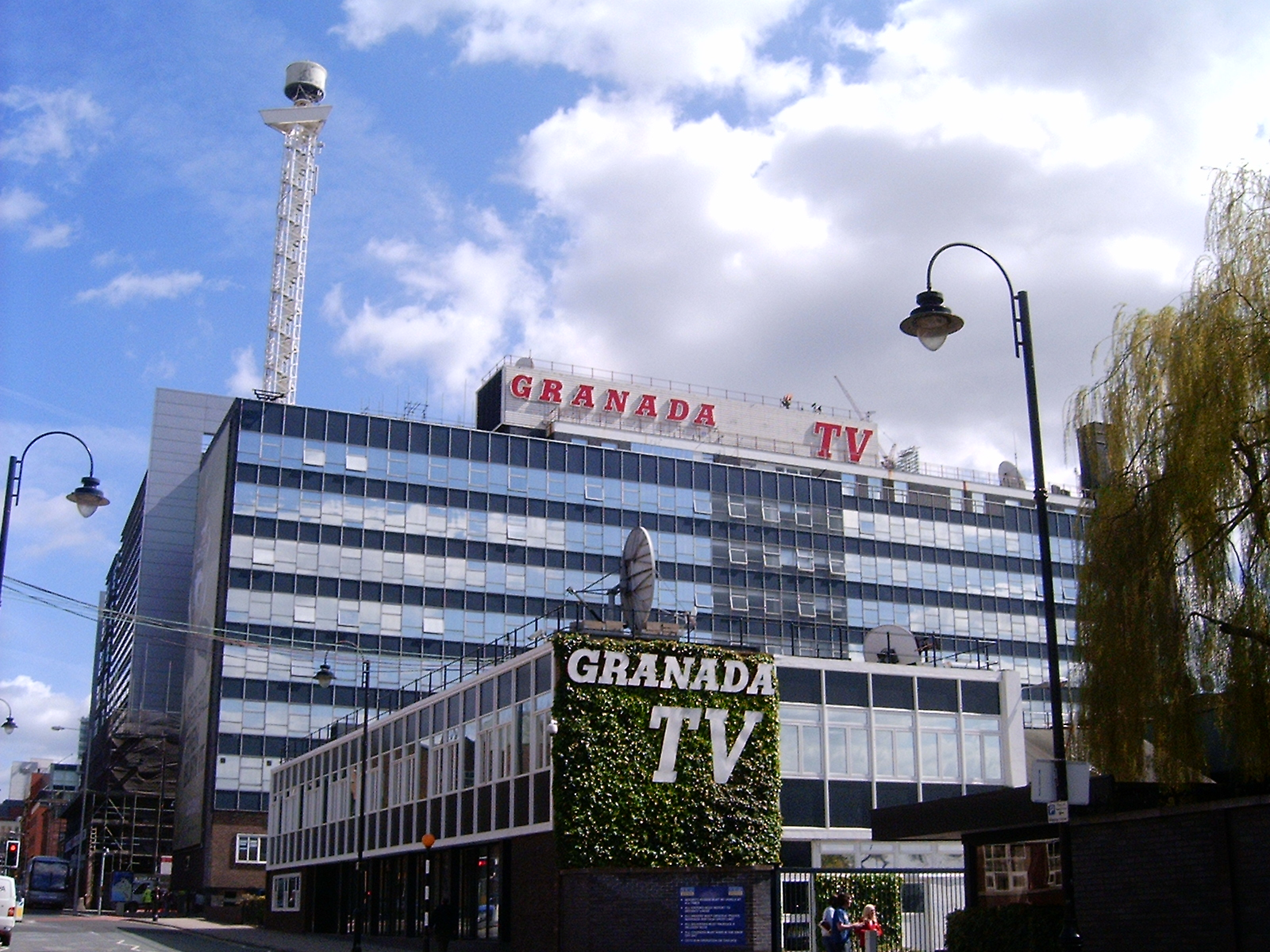
Edificio de Granada Television en Quay Street (Mánchester), sede desde 1956 hasta 2013.

El origen de Granada Television se remonta a 1930 con la creación en Devon de la cadena de salas de cine «Granada Theatres». Sus fundadores fueron los hermanos Cecil y Sidney Bernstein, propietarios de varios cines en Londres y el sur de Inglaterra. La empresa tuvo éxito y sobre ella se creó en 1934 una matriz, Granada Ltd., que comenzó a cotizar en la Bolsa de Londres al año siguiente. El nombre elegido hace referencia a la ciudad española de Granada, donde Sidney había estado de vacaciones.
El auge de la televisión en la década de 1950 hizo que los Bernstein se interesasen por la televisión comercial, a la que veían como una amenaza para el negocio del cine. Cuando en 1954 se fundó Independent Television con su sistema de concesiones por regiones, Sidney Bernstein presentó una oferta a la Independent Television Authority (ITA) para hacerse con una de las franquicias. La ITA optó por concederle la del norte de Inglaterra, donde aproximadamente viven 13 millones de personas, que estaba dividida en dos tramos: mientras Granada emitiría de lunes a viernes, la Associated British Corporation (ABC) se quedaría los fines de semana. Esta elección aseguraba a su vez que el negocio sureño de Granada Theatres no se viera perjudicado. En una entrevista, Sidney justificó su decisión:
El norte de Inglaterra y Londres son las dos regiones más importantes (del Reino Unido). En Granada preferimos el norte por su tradición de cultura doméstica, y porque ofrecía la oportunidad de empezar una nueva industria creativa fuera del área de Londres. La sociedad del norte es nativa, industrial, está muy cohesionada; es un grupo cultural homogéneo con un buen historial de música, teatro, literatura y prensa, difícil de encontrar en esta isla, excepto quizás en Escocia. Debe compararse con Londres y sus suburbios, que están llenos de gente de todas partes. Y, por supuesto, si ves los mapas de población y el de lluvias, descubrirás que el norte es el lugar perfecto para la televisión.
Bernstein planteó que hubiese sedes en Mánchester y Liverpool (Lancashire) y en Leeds (Yorkshire) para abarcar toda la región, además de una sede auxiliar en Londres. El edificio de Granada Television con los despachos y estudios de grabación se levantó en la céntrica Quay Street de Mánchester, en unos terrenos adquiridos al ayuntamiento por 82.000 libras, y el diseño corrió a cargo del arquitecto Ralph Tubbs. La primera fase se construyó a tiempo para la inauguración. Este fue el primer edificio del Reino Unido construido específicamente para hacer programas de televisión.
Granada Television comenzó sus emisiones el 3 de mayo de 1956 en el condado de Lancashire, siendo la cuarta franquicia de ITV que se puso en marcha. El primer programa fue un espectáculo de variedades, Meet The People, presentado por Quentin Reynolds y el humorista Arthur Askey. Seis meses después se puso en marcha el transmisor para el condado de Yorkshire.

### Granada: From the North(1956-1968)

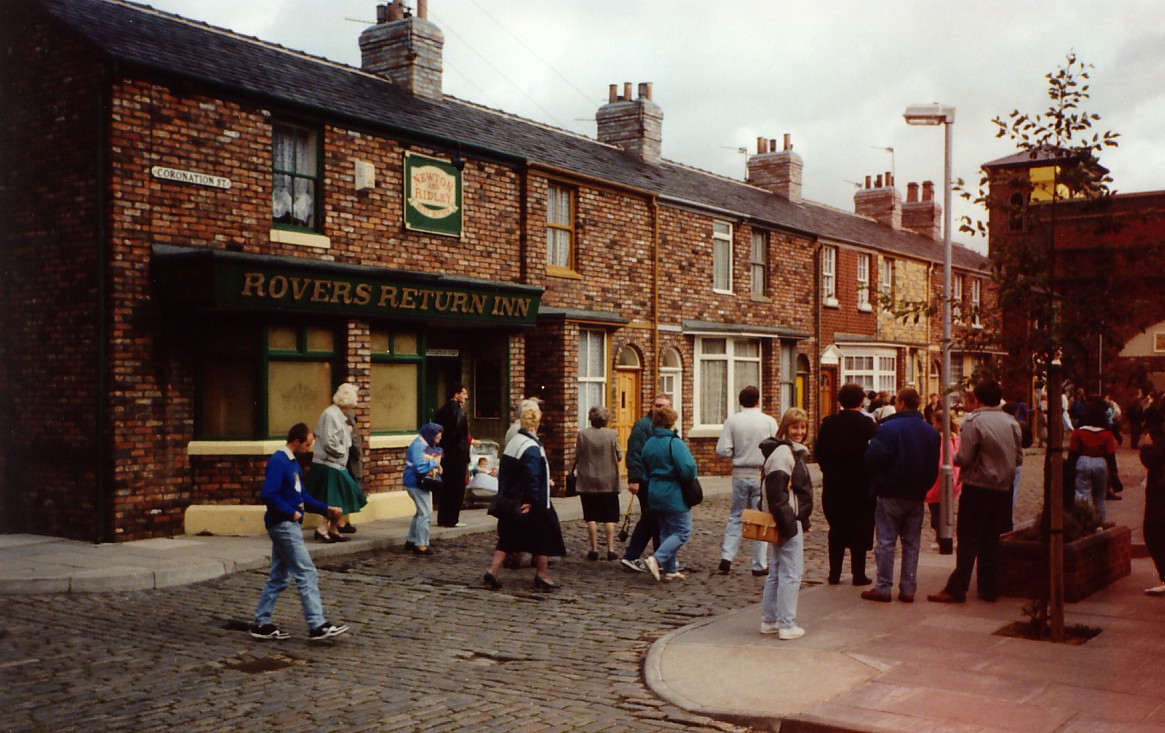
Decorado de Coronation Street. Desde su estreno en 1960 ha sido la serie más vista de Granada Television.

La mayoría de franquicias de ITV (Rediffusion, ATV y ABC) pretendían conseguir la codiciada franquicia del área metropolitana de Londres en un futuro, por lo que alquilaron estudios en la capital. En contraste, Granada Television apostó por generar fuertes vínculos con el norte de Inglaterra a través de sus programas, sus presentadores y el eslogan «Granada: From the North» (en español, «Granada: desde el Norte»). Lejos de construir un servicio regional, el propósito era más ambicioso: producir programas innovadores, con un mensaje fiel a la realidad de la sociedad.
En su primer año de vida, Granada vio como la construcción de la sede de Quay Street estaba siendo más cara de lo previsto, lo que estuvo a punto de dejarles en bancarrota. Para abonar su deuda pidió ayuda a Rediffusion, la concesionaria de Londres, que aceptó asumir las obligaciones de Granada a cambio de un porcentaje de sus ingresos publicitarios. Ese acuerdo duró cuatro años y se desconocen las cantidades pactadas porque, de haberlo sabido, la ITA lo habría bloqueado.
Con la situación económica asegurada, el canal se concentró en la producción de programas para la red ITV. En tan solo un año Granada ya había superado a la BBC como el canal de televisión más popular del norte de Inglaterra. Su mayor éxito fue el estreno el 9 de diciembre de 1960 de Coronation Street, ambientada en Mánchester. Esta novela sigue emitiéndose y se ha convertido en una de las más emblemáticas de la televisión británica. La otra clave fue su apuesta por el periodismo social, cuyo máximo representante era el informativo World in Action (1963-1998). También deben reseñarse éxitos de bajo coste como los concursos Criss Cross Quiz (1957-1967) y University Challenge (1962-1987).
En 1958 fue la primera cadena de televisión británica que cubrió unas elecciones al Parlamento, en concreto la elección parcial de Rochdale, con la retransmisión de dos debates y la noche electoral.

### Noroeste de Inglaterra (1968-1992)
A partir de 1968, Granada Television pasaría a emitir los siete días de la semana en el noroeste de Inglaterra. Su área de transmisión había sido reducida porque el condado de Yorkshire iba a contar con un servicio propio, Yorkshire Television. ITV empezó a emitir en color el 15 de noviembre de 1969
En esa época hubo una la renovada apuesta por la producción propia. El equipo formado por Denis Forman en la dirección y David Plowright como responsable de programas convirtió a Granada en la productora más importante de ITV, junto a Thames Television (Londres) y la ATV (Midlands). A lo largo de ese periodo se estrenaron las series Nearest and Dearest (1968-1973), A Family at War (1970-1972), Laurence Olivier presenta (1976-1978), Retorno a Brideshead (1981), Las aventuras de Sherlock Holmes (1984) y The Jewel in the Crown (1984), con las que Granada se ganó el respeto del sector audiovisual. El mayor éxito fue Retorno a Brideshead, ganadora de 7 premios BAFTA en 1982 y del Globo de Oro de 1983 a la mejor miniserie.
En 1988 se inauguró un parque temático dedicado a las producciones del grupo, Granada Studios Tour, que permaneció abierto hasta 1999.
Granada Television participó en la televisión por satélite a través de su inversión en British Satellite Broadcasting en 1986. La plataforma terminó fusionándose con Sky en 1990 para crear British Sky Broadcasting.
La compañía mantuvo sin problemas la concesión de ITV para el noroeste hasta la reforma de la Ley Audiovisual de 1990, que planteaba un nuevo escenario: las franquicias se decidirían por subasta, podían participar las empresas que quisieran y el organismo regulador (Independent Television Commission, ITC) otorgaría la licencia a la oferta con el presupuesto más alto. Más tarde, y debido a las críticas, se añadió una «cláusula de calidad», sobre la base de la producción propia y los proyectos de futuro. Granada postuló a la renovación en 1991 con un presupuesto de 9 millones de libras, pero un grupo llamado North West Television hizo una oferta superior, de 35 millones. Detrás de North West se encontraban la productora Mersey Television (responsable del serial Brookside) y las franquicias Yorkshire Television y Tyne Tees Television. No obstante, la ITC dictaminó que los aspirantes no cumplían la cláusula de calidad y Granada obtuvo la renovación.

### Toma de control de ITV (1992-2003)
Después de que la Ley Audiovisual de 1990 entrara en vigor, Granada Television cambió de estrategia. Para evitar que la compañía fuese absorbida por sus rivales, una amenaza real después de la candidatura de North West, los directivos de Granada Ltd. contrataron en 1991 a Gerry Robinson, propietario de Compass Group, como nuevo director ejecutivo. Una de sus primeras medidas fue despedir al director David Plowright, una decisión que no sentó bien en la industria audiovisual: celebridades como Harold Pinter, John Cleese y Alan Bennett apoyaron a Plowright por su contribución a la televisión británica. Su sustituto fue el directivo Charles Allen.
El gobierno británico abolió la restricción sobre la propiedad de franquicias de ITV en 1993, abriendo la puerta a que Granada se hiciese con el control de otras concesionarias. La primera fue London Weekend Television, la concesionaria londinense para los fines de semana, sobre la que presentó una oferta pública de adquisición en diciembre. Aunque la dirección de LWT consideraba que era hostil, Granada pudo completar la operación en febrero de 1994 por 750 millones de libras. En 1997 amplió su cartera con la compra de Yorkshire Television y Tyne Tees Television por 652 millones. Para agrupar todas las franquicias, Granada Ltd. creó la subsidiaria Granada Media Group.
En el 2000 Granada adquirió al grupo United News and Media sus dos compañías de ITV, Anglia (suroeste) y Meridian (sur de Inglaterra), por 1000 millones de libras, dominando por completo el mercado publicitario. Con la adquisición de Border Television en 2001 por 50 millones, la empresa de Mánchester controlaba 7 de las 15 franquicias de ITV y había establecido un duopolio de facto con Carlton Television, el canal del área metropolitana de Londres, propietario de otras 4 señales.
La situación económica de Granada Television, sin embargo, se había complicado mucho en los últimos años. A los gastos en la adquisición de otras franquicias se sumó el fracaso de ITV Digital, plataforma de televisión digital terrestre apoyada por Granada Ltd y Carlton Communications que cerró en 2003 con pérdidas superiores a los 1000 millones de libras. Por esta razón, Granada y Carlton habían empezado en 2002 las conversaciones para fusionarse en un solo grupo que controlara la mayoría de concesiones de la red ITV, vendiéndolo como la mejor opción de competir en el nuevo escenario de la televisión privada. Esa operación quedaba pendiente de una reforma de la Ley Audiovisual.
El 28 de octubre de 2002, en un relanzamiento nacional de la red ITV, el canal regional fue renombrado «ITV1 Granada».

### ITV plc

Logotipo de ITV Granada.

La nueva Ley Audiovisual de 2003 introducía dos importantes cambios: la creación de la Office of Communications (Ofcom) como único regulador audiovisual, y la eliminación de restricciones sobre la propiedad de franquicias en ITV. La Ofcom aprobó la fusión de Granada y Carlton en 2003 y quedó completamente confirmada en febrero de 2004 con la salida a bolsa. La compañía resultante, ITV plc, era en realidad una fusión por absorción donde Granada obtenía el 68% de las acciones, pues su capitalización era el doble que la de Carlton. Charles Allen asumió la dirección del nuevo grupo hasta 2007. En lo que respecta al canal regional, cambió su nombre por el de «ITV Granada».
En cuanto a la subsidiaria que producía programas para otros canales nacionales (BBC y Channel 4) e internacionales, se creó una nueva marca llamada «Granada Productions» que duró hasta 2009, cuando se unificó la imagen y pasó a llamarse ITV Studios. Hoy en día, ITV Studios es la mayor productora de televisión del Reino Unido con más de 3.500 horas al año de programación original en todos los géneros (salvo informativos).
En 2013, ITV se marchó de los estudios de Quay Street para trasladar la producción local a la ciudad audiovisual MediaCityUK en Salford, Gran Mánchester.

## Programación

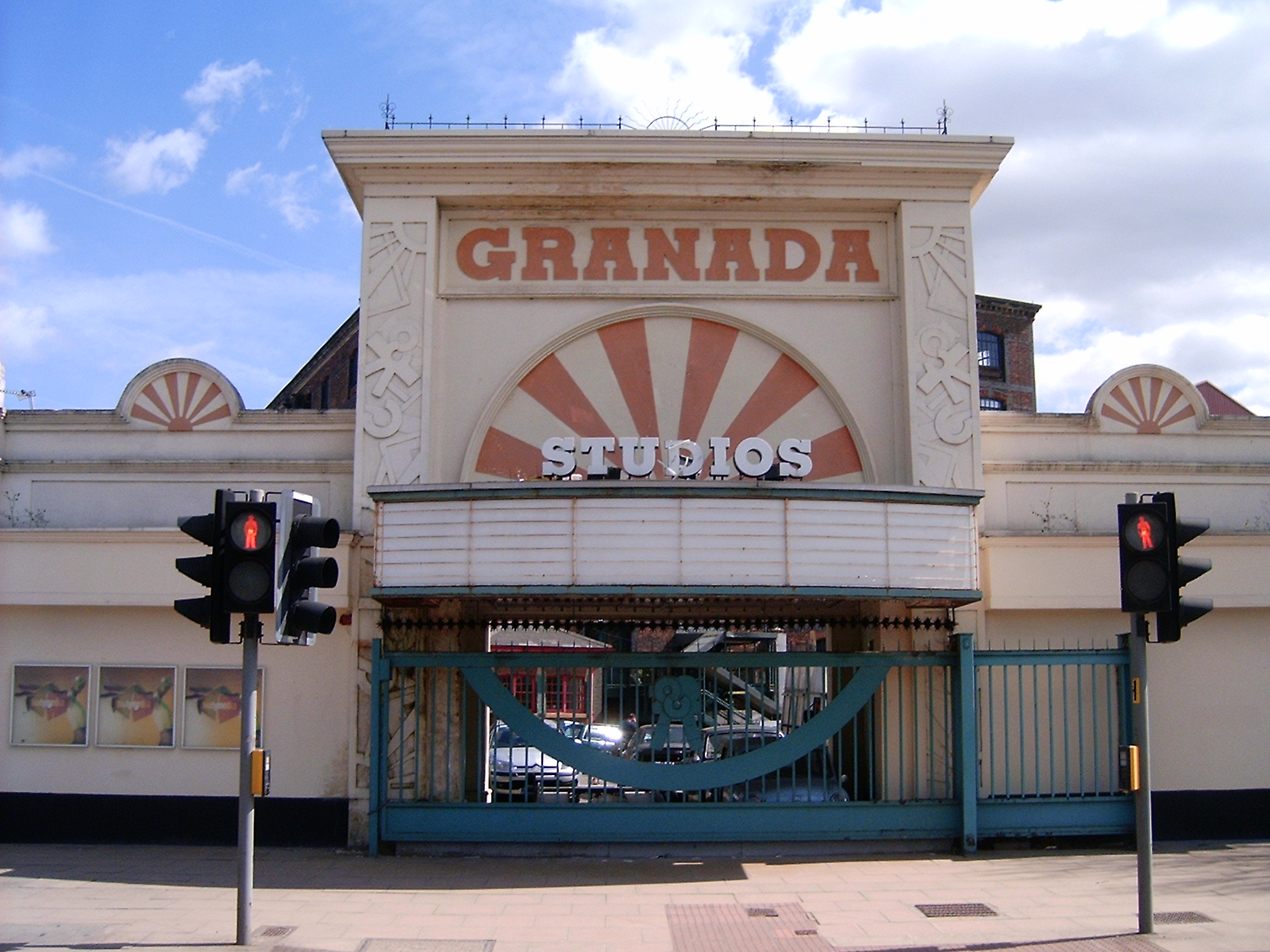
Fachada de Granada Studios Tour en Mánchester.

Granada Television no estaba especializada en un contenido concreto. Al formar parte de ITV debía encargarse de todos los aspectos de un canal generalista: informativos locales, entretenimiento y cultura, que después se distribuían en la red nacional. En ese sentido, Granada era la sede más activa de ITV: en 1999 hizo 8 de los 10 programas con más audiencia de la cadena, y en 2005 se encargaba del 63% de la programación de ITV1. ITV Studios es la heredera de la antigua Granada.
El apartado más popular de Granada son las series de ficción. Coronation Street, ambientada en Mánchester, se estrenó el 9 de diciembre de 1960 y continúa emitiéndose en ITV con una media de 5 millones de espectadores. Durante 25 años fue la serie con más audiencia de la televisión británica, hasta que en 1985 fue desbancada por EastEnders (BBC). Otros éxitos han sido el drama A Family at War (1970-1972), ambientado en la Segunda Guerra Mundial; Nearest and Dearest (1968-1973), The Stars Look Down (1975), Laurence Olivier Presents (1976-1978), la multipremiada Retorno a Brideshead (1981), Las aventuras de Sherlock Holmes (1984) y The Jewel in the Crown (1984). Ha conseguido mantener esa fama a lo largo de su trayectoria: desde la creación de la categoría al mejor drama en los British Academy Television Awards, Granada ha recibido 5 galardones por Cracker (1994 y 1995), Cold Feet (2002) y The Street (2007 y 2008).
Otra constante ha sido la apuesta por formatos innovadores. El mayor ejemplo es Seven Up! (Paul Almond, 1964), un documental en el que se hacía un estudio longitudinal de las vidas de catorce jóvenes británicos de 7 años. Los participantes describían sus sueños y ambiciones, y cada 7 años se grabaría una nueva edición para conocer los avances de su vida. En la elección de jóvenes se reflejaban las diferentes clases socioeconómicas del Reino Unido, cuestionándose si existe en realidad la igualdad de oportunidades. La última edición, 56 Up!, se estrenó en 2012. La saga Up! está considerada el referente de los espacios de telerrealidad.
En lo que respecta a informativos y documentales, Granada ha apostado por un periodismo de investigación. El mayor ejemplo fue World In Action (1963-1998), en el que se abordaba la actualidad y temas sociales a través de reportajes, en ocasiones muy controvertidos. En 1985 obtuvo fama internacional por un documental de Chris Mullín en el que se demostraba la inocencia de los Seis de Birmingham, encarcelados por un atentado del IRA que no habían cometido. Las pruebas aportadas por Mullin sirvieron para que fuesen puestos en libertad en 1991. Ese mismo año, los recién liberados participaron en otro reportaje de Granada para explicar su versión. En la plantilla han trabajado periodistas que más tarde destacarían en la industria audiovisual británica: uno de ellos, el director Paul Greengrass, recuerda que David Plowright le dijo «no lo olvides, tu trabajo es causar problemas» como ejemplo de lo que debe ser el periodismo crítico. World In Action fue reemplazado en 1998 por el informativo Tonight.
Durante la década de 1970 obtuvo fama en ITV por sus programas musicales. Los más populares fueron Shang-a-lang (1975), presentado por Bay City Rollers; Lift Off with Ayshea (1969-1974), y So It Goes (1976-1977), pionero del movimiento punk y en el que participaron grupos como The Clash, Patti Smith y la primera aparición de los Sex Pistols en televisión.

## Estudios
Desde 2013, la sede de ITV Granada está situada en el Orange Tower de la MediaCityUK de Salford (Gran Mánchester), un gran complejo audiovisual que está ocupado por múltiples empresas, entre ellas la BBC. Allí están situados los equipos de informativos regionales (Granada Reports), el canal infantil CITV, los equipos de postproducción y algunos programas de ITV Studios. También alberga el decorado de Coronation Street.
El estudio histórico «Granada Studios», que Granada Television utilizó desde 1956 hasta 2013, está situado en la céntrica Quay Street de Mánchester. El primer edificio estaba listo para el inicio de emisiones del 3 de mayo de 1956, tan solo 18 meses después de la concesión de la franquicia. Los terrenos sobre los que se asienta costaron 82.000 libras esterlinas de la época. Granada Studios fue la primera instalación específica para televisión en el Reino Unido, cuatro años antes de que se inaugurase el BBC Television Centre de Londres.
El edificio de Quay Street fue vendido por 26,5 millones de libras en 2013, fue remodelado por completo y en 2018 reabrió sus puertas como Granada Studios, un estudio independiente que puede alquilar cualquier canal de televisión.

## Identidad corporativa

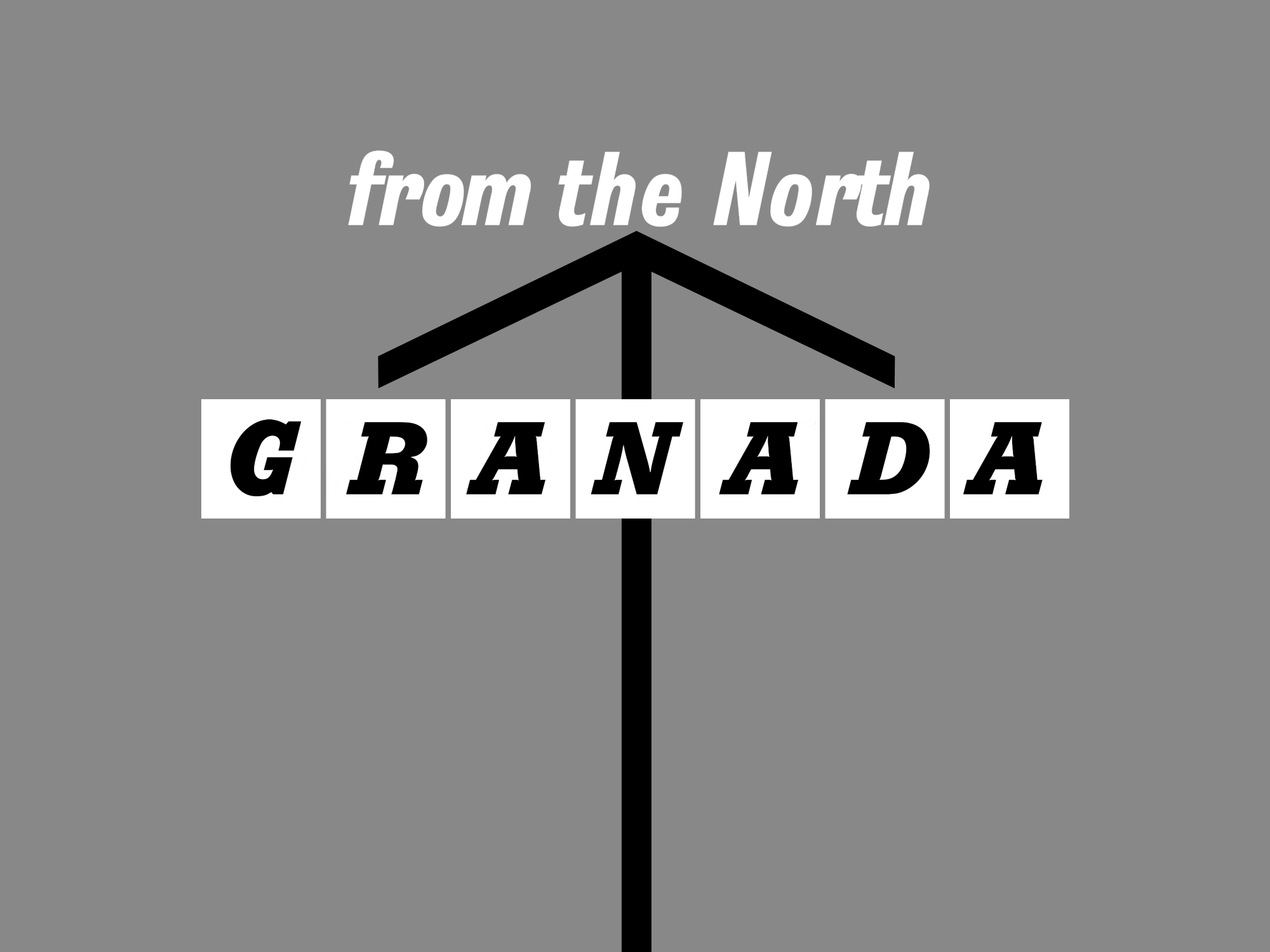
Logotipo del canal de televisión británico Granada Television, en uso entre 1956 y 1968.

Actualmente, la identidad corporativa de ITV Granada está supeditada a la de la red ITV. Sin embargo, las concesionarias regionales tuvieron su propia imagen desde 1954 hasta 2002. 
En el caso de Granada Television se utilizaron dos logotipos. El primero, desde 1956 hasta 1967, fue una flecha que apunta hacia arriba para simbolizar el norte de Inglaterra. Cuando en 1968 pasó a emitir solo para el noroeste de Inglaterra, se adoptó como logo una letra «G» mayúscula conectada a una flecha hacia arriba. Las presentaciones solían incluir el nombre «Granada» en mayúsculas y el logotipo sobre un fondo azul, sin ninguna sintonía hasta la década de 1990.
En 1989 la red ITV trató de crear una imagen corporativa nacional a la que sumarían las identidades regionales. No obstante, Granada Television se negó a emitirla porque su logotipo no estaba bien representado. A esa negativa se sumaron otras estaciones, por lo que durante una década las franquicias regionales siguieron utilizando su propia imagen. A partir de 1999, con la mayoría de franquicias controladas por Granada, ITV implementó una imagen corporativa a nivel nacional: el logo regional figuraba en la parte superior y «ITV» en la inferior. Esto se mantuvo hasta el 28 de octubre de 2002, cuando las identidades regionales fueron eliminadas en favor de «ITV1». La marca ITV es la única que usan las 12 franquicias propiedad de ITV plc.
El eslogan tradicional de la empresa es «Granada: From the North» (en español, «Granada: desde el Norte»). La identificación de Granada con el norte fue una apuesta personal de Sidney Bernstein.

## Controversia
Uno de los aspectos más polémicos de Granada está relacionado con su cobertura local. Al tener la sede en Mánchester, otras ciudades del noroeste se han sentido infrarrepresentadas, en especial Liverpool. En las tres rondas para la renovación de franquicias de ITV (1967, 1980 y 1991), tres grupos editoriales (Palatine Television, Merseyvision, y Mersey Television) han intentado arrebatar la concesión de Granada alegando que ese canal se centraba solo en el área metropolitana de Mánchester. De hecho, varias producciones aparecían acreditadas como «Granada Manchester» en vez de «Granada North West». Para solucionarlo, Granada llevó sus servicios informativos regionales al complejo Albert Dock de Liverpool, desde 1986 hasta los años 2000.
En 1993, el parlamentario Brian Sedgemore presentó una queja porque Granada presuntamente había incumplido una promesa sobre la apertura de oficinas en Chester, Lancaster y Blackburn, algo que los directivos negaron.
Por otro lado, el estilo informativo incisivo de Granada Television le ha provocado algunos problemas. El programa World In Action fue retirado en 1998, después de que Granada tuviese que afrontar dos indemnizaciones millonarias por información falsa en sendos reportajes: uno sobre el presunto encubrimiento de un crimen por parte de la Policía Metropolitana, y otro en el que se acusaba a Marks & Spencer de contratar proveedores que presuntamente empleaban mano de obra infantil. En 2003, el documental Living with Michael Jackson fue muy criticado después de que Michael Jackson acusara a su autor, Martin Bashir, de haberle manipulado durante los ocho meses que estuvo con él.